# Blasiistraße 28 (Quedlinburg)

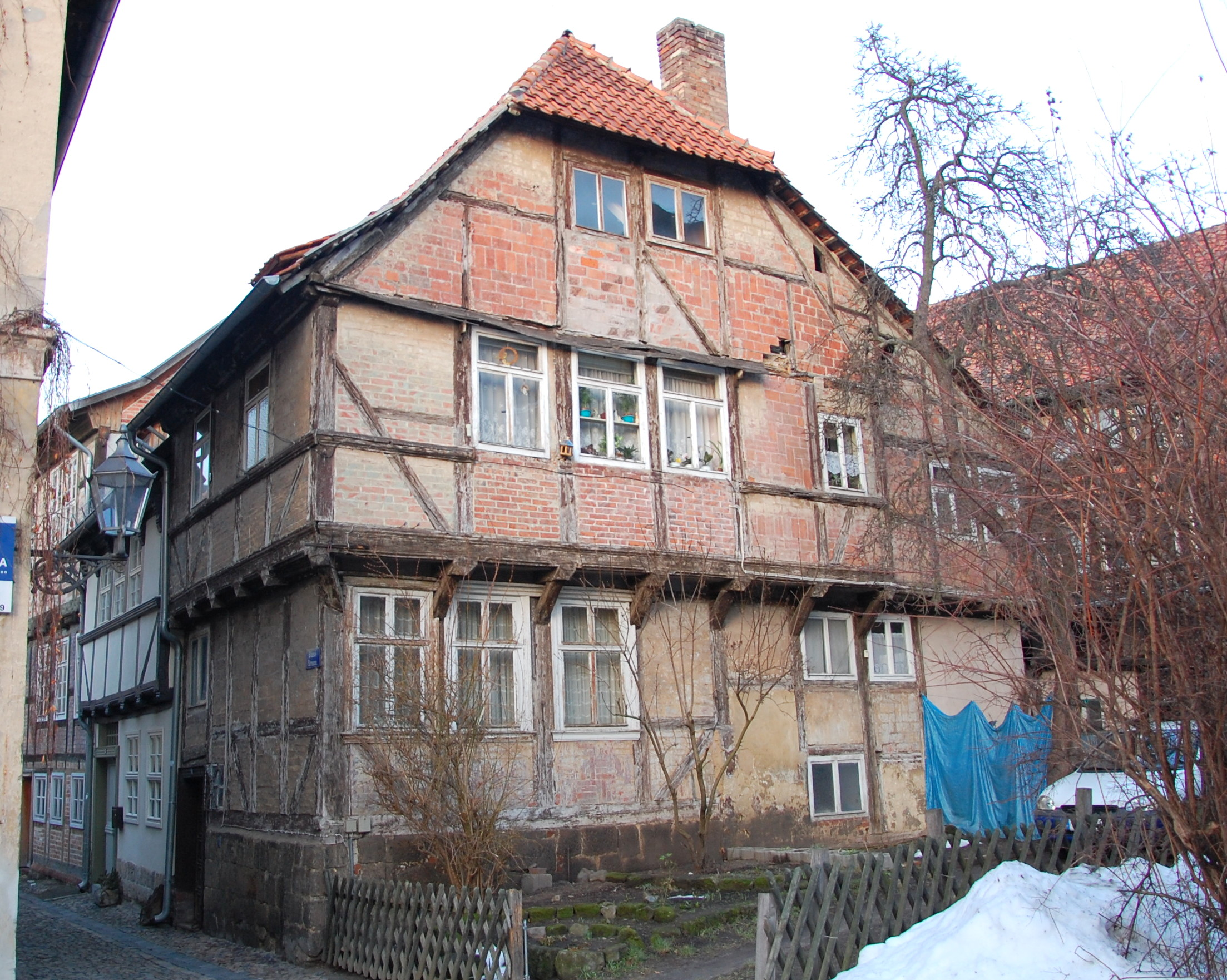
Haus Blasiistraße 28

Das Haus Blasiistraße 28 ist ein denkmalgeschütztes Gebäude in der Stadt Quedlinburg in Sachsen-Anhalt.

## Lage
Es befindet sich am südlichen Eingang einer kleinen zur Blasiistraße gehörenden Gasse, die von der Blasiistraße zur nördlich gelegenen Hohen Straße führt. Etwas weiter östlich liegt der Quedlinburger Marktplatz. Das Gebäude gehört zum UNESCO-Weltkulturerbe und ist im Quedlinburger Denkmalverzeichnis als Bürgerhof eingetragen. Nördlich grenzt das gleichfalls denkmalgeschützte Haus Blasiistraße 27 an.

## Architektur und Geschichte
Das in Fachwerkbauweise errichtete große Wohnhaus des Hofs wurde nach einer Bauinschrift im Jahr 1689 von Martin Lange errichtet. Auf ihn verweist die Inschrift M. MARTIN LANGE ZIMMERMAN. Nach Süden wird das Erscheinungsbild durch einen breiten Fachwerkgiebel geprägt. Die oberen Geschosse kragen über. Bedeckt ist das Haus von einem Krüppelwalmdach.
Auf dem Hof befindet sich ein kleiner Anbau und ein Stallgebäude.